# نوجة مهر
نوجة مهر هي قرية في مقاطعة جلفا، إيران. يقدر عدد سكانها بـ 515 نسمة بحسب إحصاء 2016.